# Philippsbourg
Philippsbourg é uma comuna francesa na região administrativa de Grande Leste, no departamento de Mosela. Estende-se por uma área de 23,71 km². Em 2010 a comuna tinha 619 habitantes (densidade: 26,1 hab./km²).